# Dysjunkcja (retoryka)
Dysjunkcja (gr. διαλυτόν dialytón, łac. disiunctio, pol. rozłączenie) – figura retoryczna polegająca na użyciu – zamiast zdania, w którym od jednego wyrazu zależnych jest szereg innych wyrazów – kilku zdań lub członów z powtarzaniem tego wyrazu.

## Przykład
Stracił rodzinę, dom, wszystko.
Stracił rodzinę, stracił dom, stracił wszystko.
Żeby nie było bandyctwa, złodziejstwa, niczego.
Żeby nie było bandyctwa, żeby nie było złodziejstwa, żeby nie było niczego. (Krzysztof Kononowicz)